# Geir Gulliksen

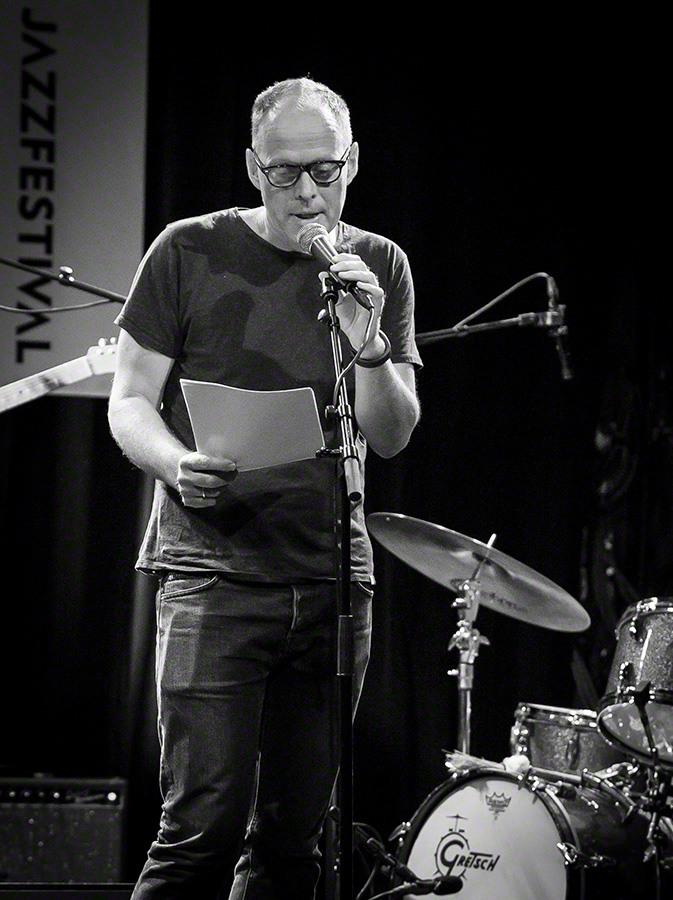
Geir Gulliksen vid Oslo Jazzfestival 2016

Geir Gulliksen, född 31 oktober 1963 i Kongsberg i Buskerud, är en norsk författare och sedan 2000 förläggare på bokförlaget Oktober.
Dikten "Alt dette skal begynne en gang til" (från Se på meg nå) blev utsedd till "Årets beste dikt" av NRK P2:s jury och lyssnare 2005.